# جائزة اليابان الكبرى 2013
جائزة اليابان الكبرى 2013 (بالإنجليزية: 2013 Japanese Grand Prix)‏ هو سباق فورمولا 1 أقيم بتاريخ 13 أكتوبر 2013 في حلبة سوزوكا، اليابان. كان الخامس عشر من أصل 19 في بطولة العالم لسباقات الفورمولا واحد موسم 2013. حلّ الألماني سباستيان فيتل أولا بينما جاء الأسترالي مارك ويبر في المركز الثاني وحصل على المركز الثالث الفرنسي رومان غروجان.